# Hällevik
Hällevik est une localité de la commune de Sölvesborg en Suède. C'est un ancien village de pêcheur et possède d'ailleurs un musée de la pêche.